# Lawrence Sanders
Pour les articles homonymes, voir Sanders.
Lawrence Sanders, né le 15 mars 1920 à Brooklyn dans l'État de New York, et mort le 7 février 1998 à Pompano Beach en Floride, est un romancier et nouvelliste américain.

## Biographie
Il travaille comme éditorialiste dans des magazines avant de se consacrer à plein temps à l'écriture d'ouvrages de fiction. Il a atteint l'âge de 50 ans lorsqu'il écrit son premier polar, The Anderson Tapes, histoire d'un gang qui entreprend le cambriolage et la mise à sac d'immeuble chic de New-york, mais dont le chef, après dix ans de prison, ignore tout de la vidéosurveillance qui protège la propriété privée. Il y crée le personnage récurrent d'Edward X. Dalaney, un détective de la police de New York qui se retrouve dans quatre autres de ses romans. L'ouvrage vaut à son auteur le prix Edgar-Allan-Poe 1971 du meilleur premier roman d'un auteur américain et a été adapté à l'écran par Sidney Lumet, avec Sean Connery dans le rôle principal.
Lawrence Sanders est aussi le créateur du personnage d'Archie McNally, un détective privé play-boy, qu'il met en scène dans sept romans. Après le décès de l'auteur, le personnage, sous la plume de Vincent Lardo, poursuit ses aventures pendant six autres romans.

## Œuvre

### Romans signés Lawrence Sanders

#### SérieEdward X. Delaney
- The Anderson Tapes (1969) Publié en français sous le titre Le Week-end d'Anderson, Paris, Gallimard, 1973
- The First Deadly Sin (1973) Publié en français sous le titre Chevaliers d'orgueil, Paris, Éditions du Masque, 1991 ; réédition, Paris, LGF, coll. « Le Livre de poche » no 7598, 1993
- The Second Deadly Sin (1977)
- The Third Deadly Sin (1981) Publié en français sous le titre Péchés mortels, Paris, Presses de la Cité, 1982 ; réédition, Paris, LGF, coll. « Le Livre de poche » no 7567, 1991
- The Fourth Deadly Sin (1985) Publié en français sous le titre L'Homme au divan noir, Paris, Presses de la Cité, 1987 ; réédition, Paris, Presses pocket no 3691, 1991

#### SériePeter Tangent
- The Tangent Objective (1976)
- The Tangent Factor (1976)

#### SérieCommandment
- The Sixth Commandment (1978)
- The Tenth Commandment (1980)
- The Eighth Commandment (1986)
- The Seventh Commandment (1991)

#### SérieTimothy Cole
- The Timothy Files (1987) Publié en français sous le titre Le Privé de Wall Street, Paris, Albin Michel, 1988
- Timothy's Game (1988) Publié en français sous le titre Les Jeux de Timothy, Paris, Albin Michel, coll. « Spécial police », 1989 ; réédition de la même traduction sous le titre Manhattan Trafic, Albin Michel, coll. « Spécial police », 1991 ; réédition sous le titre Les Jeux de Timothy, Paris, LGF, coll. « Le Livre de poche » no 7581, 1992 ; réédition sous le titre Manhattan Trafic, Paris, LGF, coll. « Le Livre de poche » no 7612, 1993

#### SérieArchy McNally
- McNally's Secret (1992)
- McNally's Luck (1992)
- McNally's Caper (1994)
- McNally's Trial (1995)
- McNally's Puzzle (1996)

##### SérieArchy McNallycoécrite avec Vincent Lardo
- McNally's Risk (1993)
- McNally's Gamble (1997)
- McNally's Dilemma (1998)
- McNally's Folly (2000)
- McNally's Chance (2001)
- McNally's Alibi (2002)
- McNally's Dare (2003)
- McNally's Bluff (2004)

#### Autres romans
- The Pleasures of Helen (1971)
- Love Songs (1972)
- The Tomorrow File (1975)
- The Marlow Chronicles (1977)
- The Case of Lucy Bending (1982) (autre titre The Case of Lucy B.)
- The Seduction of Peter S. (1983)
- The Passion of Molly T. (1984)
- The Loves of Harry Dancer (1986) (autre titre The Loves of Harry D.)
- The Dream Lover (1986)
- Capital Crimes (1989) Publié en français sous le titre Le Sorcier de la Maison Blanche, Paris, Presses de la Cité, 1990
- Stolen Blessings (1990)
- Sullivan's Sting (1990)
- Private Pleasures (1994)
- Guilty Pleasures (1998)

### Roman signé Lesley Andress
- Caper (1980) Publié en français sous le titre Le Gros Coup, Paris, Gallimard, coll. « Série noire » no 2014, 1985

### Roman signé Mark Upton
- Dark Summer (1980)

### Nouvelles
- The Adventures of Chauncey Alcock (1972)
- The Further Adventures of Chauncey Alcock (1972)
- Run, Sally, Run! (1988)

## Filmographie

### Adaptations
- 1971 : Le Dossier Anderson (The Anderson Tapes), film américain réalisé par Sidney Lumet, adaptation du roman éponyme, avec Sean Connery, Dyan Cannon, Martin Balsam et Christopher Walken
- 1980 :  De plein fouet (The First Deadly Sin), film américain réalisé par Brian G. Hutton, adaptation du roman éponyme, avec Frank Sinatra, Faye Dunaway et David Dukes

### Scénario
- 1971 : Pattern of Evil, film américain réalisé par George Harrison Marks

## Sources
- Claude Mesplède (dir.), Dictionnaire des littératures policières, vol. 2 : J - Z, Nantes, Joseph K, coll. « Temps noir », 2007, 1086 p. (ISBN 978-2-910-68645-1, OCLC 315873361), p. 714-715.
- Jean Tulard, Dictionnaire du roman policier : 1841-2005. Auteurs, personnages, œuvres, thèmes, collections, éditeurs, Paris, Fayard, 2005, 768 p. (ISBN 978-2-915793-51-2, OCLC 62533410), p. 643-644.